# مسجد بيبي مريم
مسجد بيبي مريم أو مسجد السيدة مريم (بالبنغالية: বিবি মরিয়ম মসজিদ) هو مسجد يقع في منطقة كيلاربور في حي نارايانجانج في بنغلاديش، تم بناء المسجد في إطار فترة التدخل المغولي في حوالي عام 1860م.
المسجد تم تغيير اسمه في القرن الحادي والعشرين إلى مسجد كيلار شاهي.

## البناء
من حيث المبدأ هناك نوعان من الافتراضات الرئيسية التي تؤرخ على الشخص الذي قام بناء المسجد وتاريخ تطوره، الافتراض لأول يشير إلى أن نواب شايستا خان المغولي صبحدار البنغال الذي كان نشط في الفترة (1664م - 1688م) قام ببناء مجمع محصن في وقت مبكر من عام 1680م، ويفترض نواب شايستا خان أن والد بيبي مريم أن بناؤه للمسجد هو عربون محبة لابنته، وفي الوقت افتراض اخر يدعي أن بيبي مريم كانت في الواقع زوجة ايشاخا مسند الذي بنى كل من المسجد عقب وفاتها، الرأي السابق هو أكثر واقعية بكثير.

## العناصر المعمارية والأسلوب
بني المسجد في الأصل على أنه مسجد طويل الارتفاع مع اهتماما كبيرا من الصفات الرأسية حيث المحاريب الثلاثة التي تقع في الجدار الغربي والتي بنيت من قاعدة من الطابق الأرضي إلى ثلث ارتفاع الطابق الأول، تم ضغط هذه المحاريب في العرض وتقصيرها في الارتفاع، خلاف ذلك فإنها ترتبط هيكليا بالقباب الثلاث لتكون واحدة من الجواهر المعمارية الرئيسية في المسجد، بقايا المحاريب الأصيلة موجودة في الطابق الأول وترتفع بقدر ثلث الطابق في الجدار الغربي، في عام 2001م، تم إدراج الطابق الأول مباشرة في المسجد، وبعد بناء الطابق الأول أصبح رؤية جمال القباب والمحاريب مستحيل حيث تم عرقلة التصميم السابق تماما من سقف الطابق الأول، تم تعريف الهندسة المعمارية للمسجد مريم بيبي من قبل مجموعة من أشكال الزينة والتكيف النسبي بين العناصر مثل الأقواس والقباب والمحاريب.
يوجد في المسجد مئذنة تقع في الزاوية الشرقية من المبنى الرئيسي الذي شيد خلال حرب التحرير عام 1971م، وقد فقدت معالم المسجد الأصيلة بسبب الإصلاحات التي تم بها تحديثه بشكل كامل، القاعة الداخلية تحتوي أقواس جانبية بسيطة ولكن تم تخفيض القباب الجانبية في حجمها عن طريق ضبط سمك الجدران الجانبية، تم تنمنمق القباب الثلاثة بتجميل الأسطح الخارجية والجدران كالتي كانت في المساجد المغولية التقليدية المعاصرة بزخرفات نباتية وهندسية، تمت إضافة شرفة في وقت لاحق إلى جانب الطابق الأول من الواجهة الشرقية للمسجد لاستيعاب أكثر عدد من المصلين، في الأصل كانت هناك ساحة مفتوحة ملاصقة للواجهة الشرقية يبلغ قياسها 50 قدماً، و20 قدماً، المسجد مستطيلة الشكل، ولكن بدا الآن أكثر لشكل ال مربع منه للمستطل حيث يبلغ عرضه 50 قدماً، وطوله 45 قدماً.

## علاقة المسجد بالضريح
السجلات التاريخية توضح أن المجمع المحصن كان موجود قبل بتاء المسجدالذي شيد في وقت لاحق، هذا المجمع محصن تماما مع أسوار تحيط به من جميع أنحاء الأنحاء بعرض 4 أقدام، وطول 12 قدماً، المبنى في الأساس هو ضريح بيبي مريم، المسجد يوجد مواجها للضريح الذي يقع مقابلع بالضبط، تم بناء المسجد في وقت واحد مع الضريح لتلبية الحاجة للصلاة وثانيا لتكمل أهمية الضريح عن طريق الاستفادة من نطاق المصلين للصلاة على الميت، يؤدي المزار إلى مزار فرعي والذي يقع في الطرف الغربي من المسجد هو ممر سري من لجنود نواب شايستا خان يمكن الوصول به إلى حصن عجيغاج، ضريح بيبي مريم على شكل مستطيل يمكن الوصول إليها من جميع الاتجاهات مع وجود خمسة أقواس على جميع واجهاته وتعلوه قبة.
المسجد يعكس العمر الذي تم بنائه فيه، فبعد أن تم استهلاك مساحة كبيرة من مسجد بيبي مريم عام 1971م. خلال حرب التحرير بما في ذلك المدرسة الابتدائية لبنات في بيبي مريم، التي كانت تعتبر جزء كبير من التحصينات الشرقية والجنوبية التي تم هدمها، وتقع الأضرحة والمسجد على الأسطح المرتفعة، ويقع مبنى آخر متاخم للأسوار المحصنة في الاتجاه الجنوبي الذي كان مسكن الجنود والنواب الذين يحرسون المجمع، الضريح الرئيسي هو بنية أحادية اللون مع سطح بني فاتح ومزين بلوحات مستطيلة، يحتوي الضريح على مجموعة من ثلاثة أقواس في الوسط يحيط بالجانبين الأيمن والأيسر من قوس واحد من حجم مماثل، وقد تم بناء الضريح على منصة مرتفعة يبلغ قياسها ثلاثة أقدام ويتم الوصول إليه عن طريق درج تم تدميره تماماً.

## الزينة المغولية في المسجد
على الرغم من أن اللوحات والزخارف التي تزين مسجد بيبي مريم واندثرا منذ زمن طويل، الا انه لا يزال هناك موضوعات يمكن استنتاجها من خلال تحليل تلك القطع المحفوظة في الضريح، وغيرها من المباني في المجمع، تم صنع بعض الزينة كأنماط من الفراغات وأشكال الزاوية دقيقة من خلال ثقوب الجدران مباشرة، وهناك بعض العناصر الأخرى ذات أشكال مستطيلة وزخارف نباتية وهندسية، وبعض الأنواع الأخيرة تعزز الإضاءة الطبيعية الواقعة في المباني، وقد استخدمت هذه الاستراتيجية في العمارة الإسلامية وظهرت بقوة في الضريح والمزارات الفرعية للضريح.

## الاستنتاج
على الرغم من التحقيق العميق في شؤون مسجد بيبي مريم، الا أن الكثير لايزال لا يمكن استنتاجه واقعيا حول أصالة المسجد المعمارية وجذوره التاريخة، حتى الآن يبدو انه مصمم على البناء الرأسي، فقد بني من هيكل ذا طابق واحد، ولكن خلافا للضريح تم تحويله جذريا في إطار مراحل الصيانة والبناء المختلفة، المسجد يقف محروم تماما في أهميته المعمارية الحقيقية، وقد كتبت عدة كتب لكشف ما فيه من عجائب ولكن مع استنتاجات افتراضية محدودة، ويعزى شح المعلومات إلى وثائق باهتة في سياق التاريخ وبالإضافة لمسؤولية الحكومة في التعامل معه كتراث وطني، ومع ذلك فإن المسجد ليس متهالك تماما لأن الكثير من عناصره مازالت على قيد الحياة مثل القباب والأقواس والجدران.

## وصلات خارجية
- عن مسجد بيبي مريم
- ضريح بيبي مريم
- الضريح ومسجد بيبي مريم